# João Carvalho
João António Antunes Carvalho, född 9 mars 1997, är en portugisisk fotbollsspelare som spelar för grekiska Olympiakos.

## Karriär
Den 14 juni 2018 värvades Carvalho av Nottingham Forest, där han skrev på ett femårskontrakt. Den 29 september 2020 lånades Carvalho ut till spanska Almería på ett låneavtal över säsongen 2020/2021.
Den 29 januari 2022 värvades Carvalho av grekiska Olympiakos.